# Joe Shuster
Joseph "Joe" Shuster (Toronto, 10 de julio de 1914 - Los Ángeles, 30 de julio de 1992) fue un dibujante de cómics estadounidense nacido en Canadá, creador, junto con Jerry Siegel, del célebre personaje de la editorial DC Comics Superman, aparecido en el primer número de la revista Action Comics en marzo de 1938.

## Biografía

### Primeros años
Joe Shuster nació en Toronto, Ontario, hijo de inmigrantes judíos. Su padre Julius, un inmigrante de Róterdam, en los Países Bajos, y su madre, Ida, que había llegado de Kiev (en esa época Imperio Ruso) apenas podían llegar a fin de mes. De niño, Shuster trabajó como repartidor de periódicos del Toronto Daily Star dibujando como hobby. Tuvo una hermana, Jean Peavy. Su primo fue el comediante Frank Shuster de la comedia canadiense Wayne y Shuster.
Cuando Joe Shuster tenía 10 años, su familia se mudó a Cleveland, Ohio, donde se naturalizaron como estadounidenses. En Cleveland, Shuster asistió a la Escuela Secundaria Glenville, donde entabló amistad con el que luego sería su colaborador, el escritor Jerry Siegel, con quien comenzó a publicar un fanzine de ciencia ficción. El dúo entró en el mundo del cómic en la National Allied Publications (futuro DC Comics), propiedad del comandante Malcolm Wheeler-Nicholson,  trabajando en la revista New Fun (que fue el primer comic-book compuesto únicamente de material original en vez de usar reimpresiones de tiras cómicas publicadas en periódicos), debutando con el romántico y pendenciero mosquetero "Henri Duval" y con una tira sobre un justiciero sobrenatural llamado Doctor Oculto, ambos en New Fun #6 (octubre de 1935).

### Creación de Superman
Siegel y Shuster utilizaron una primera versión del personaje que posteriormente se convertiría en Superman en unas historias cortas de 1933 para una propuesta para unas tiras cómicas. En 1938, después de que su propuesta hubiese languidecido sin éxito, incluso en la National, el editor Vin Sullivan de National lo eligió para la portada del Action Comics #1 (junio de 1938). Al año siguiente, Siegel y Shuster comenzaron las tiras de Superman para la prensa a través de una agencia.
Cuando Superman apareció por primera vez, su alter ego, Clark Kent, trabajaba para el periódico Daily Star, nombrado así por Shuster por el Daily Star de Toronto, el periódico para el que había trabajado. De acuerdo con una entrevista que concedió pocos meses antes de su muerte, modeló el paisaje urbano de la ciudad en la que transcurrían las aventuras de Superman, Metrópolis, basándose en el de su ciudad natal. Cuando el cómic recibió distribución internacional, se cambió el nombre del periódico por el de The Daily Planet. 
En la misma entrevista, Shuster dijo que modeló el aspecto de Clark Kent usando a la estrella de cine Harold Lloyd, y a Superman basándose en Douglas Fairbanks Para dibujar a Lois Lane contrataron a una modelo, Joanne Carter, que después se convirtió en la segunda esposa de Jerry Siegel.

### Cuestiones jurídicas
Shuster se hizo famoso como el cocreador del más exitoso y conocido personaje de ficción del siglo XX. Pese a ello, National Allied Publications tenía los derechos de autor del trabajo de Siegel y suyo. La empresa se negaba a compensarles lo que ellos consideraban conveniente por su trabajo y, por ello, en 1946, Siegel y Shuster, cerca del final de sus 10 años de contrato para producir historias de Superman, demandaron a la National por sus derechos sobre el personaje, reclamando, por un lado, la anulación del contrato de cesión de derechos y, por otro lado, el reconocimiento por la idea de Superboy. Dos años más tarde, el Tribunal Supremo del Estado de Nueva York resolvió que los derechos sobre Superboy eran propiedad de Siegel y Shuster (que fueron vendidos de nuevo a la National por $94.000 dólares). Asimismo, se dictaminó que los derechos sobre Superman había sido válidamente adquiridos por la editorial cuando se compró la primera historia de Superman. Después de esta amarga disputa legal, la línea que decía "por Shuster y Siegel" en los cómics de su creación fue eliminada por DC Comics. 
En 1947, se volvieron a unir al editor Sullivan, en ese momento fundador y editor de la compañía de comic-book Magazine Enterprises donde crearon la efímera historia del justiciero Funnyman. Si bien Siegel continuó escribiendo historietas para una variedad de editores, Shuster quedó más apartado.
Shuster continuó dibujando cómics después del fracaso de Funnyman, aunque que es lo que dibujó exactamente no está claro. El historiador del cómic Ted White escribió que Shuster continuaba dibujando historias de terror en la década de los 50. En 1964, cuando Shuster vivía en Long Island con su anciana madre, trató de ganarse la vida como dibujante independiente, también trató de convertirse en artista pintando arte pop (tiras de cómic serias) y su esperanza era conseguir llegar a tener exposiciones individuales en algunas galerías chic de Manhattan. El historiador del cómic Maurice Horn escribió que por 1976, Shuster estaba casi ciego y vivía en un asilo de ancianos de California. 
En 1967, cuando los derechos de autor Superman llegaron de su renovación, Siegel lanzó un segundo pleito, también infructuoso. 
En 1975, Siegel puso en marcha una campaña de publicidad, en la que participó Shuster, en protesta por como DC Comics les había tratado a él y a Shuster. Vista la enorme publicidad negativa que les proporcionaba el asunto (y también por la cercanía del estreno de la película de Superman), Warner Communications, la compañía que había comprado DC, restableció la frase "por Shuster y Siegel" que había quitado más de treinta años atrás y les concedió una pensión vitalicia de $20.000 al año, además de un seguro médico. Joe Shuster murió en Los Ángeles, California en 1992.
En 1996 se celebró el que, hasta ahora, es el último juicio sobre los derechos de autor de Superman. La sentencia otorga el 50% de los beneficios generados por el personaje a partir de 1999 a la viuda y descendientes de Jerry Siegel, así como establece la obligación por parte de Warner de consultarles sobre usos de Superman en productos derivados (películas, videojuegos, etc.). Asimismo, en 2013 los herederos de Siegel podrán recuperar los derechos sobre el personaje que ahora están en manos de DC Comics. Los descendientes de Joe Shuster han quedado completamente fuera de esta sentencia.

## Muerte
El 30 de julio de 1992 20 días después de su cumpleaños número 78º, Shuster falleció en su casa del oeste de Los Ángeles debido a insuficiencia cardíaca congestiva e hipertensión. Tenía 78 años. McGasko, Joe (18 de junio de 2013).

## Premios
- En 2005 Shuster fue incluido en el "Canadian Comic Book Creator Hall of Fame" por su contribución a los cómics.

- Los "Joe Shuster Awards" , que empezaron a concederse en 2005, fueron así denominados en su honor, y están destinados a premiar a aquellos canadienses que destacan en el campo de las historietas o cómics.